# Gran Valira
Gran Valira (phát âm tiếng Catalunya: [ˈɡram bəˈliɾə], tiếng Tây Ban Nha: Río Valira) là con sông lớn nhất ở Andorra. Nó chảy qua thủ đô Andorra la Vella và chảy ra khỏi đất nước ở phía nam gần biên giới đường bộ Tây Ban Nha – Andorra.
Gran Valira là một phụ lưu của sông Segre, và là một phụ lưu của sông Ebro. Nó chảy vào sông Segre ở La Seu d'Urgell. Các phụ lưu chính của nó là Valira d'Orient, Valira del Nord và Madriu. Hệ thống sông Valira dài 35 kilômét (22 mi).
Các bản đồ của chính phủ Andorra gọi nó là Gran Valira. Trong một số nguồn nhất định, đặc biệt là những nguồn có ảnh hưởng của Tây Ban Nha như bản đồ xuất bản ở Tây Ban Nha, đôi khi nó được gọi là Valira vì trên lãnh thổ của Tây Ban Nha chỉ có một con sông Valira. Tuy nhiên, ở Andorra, có một số con sông Valira khác nhau và do đó cần phải phân biệt giữa chúng.

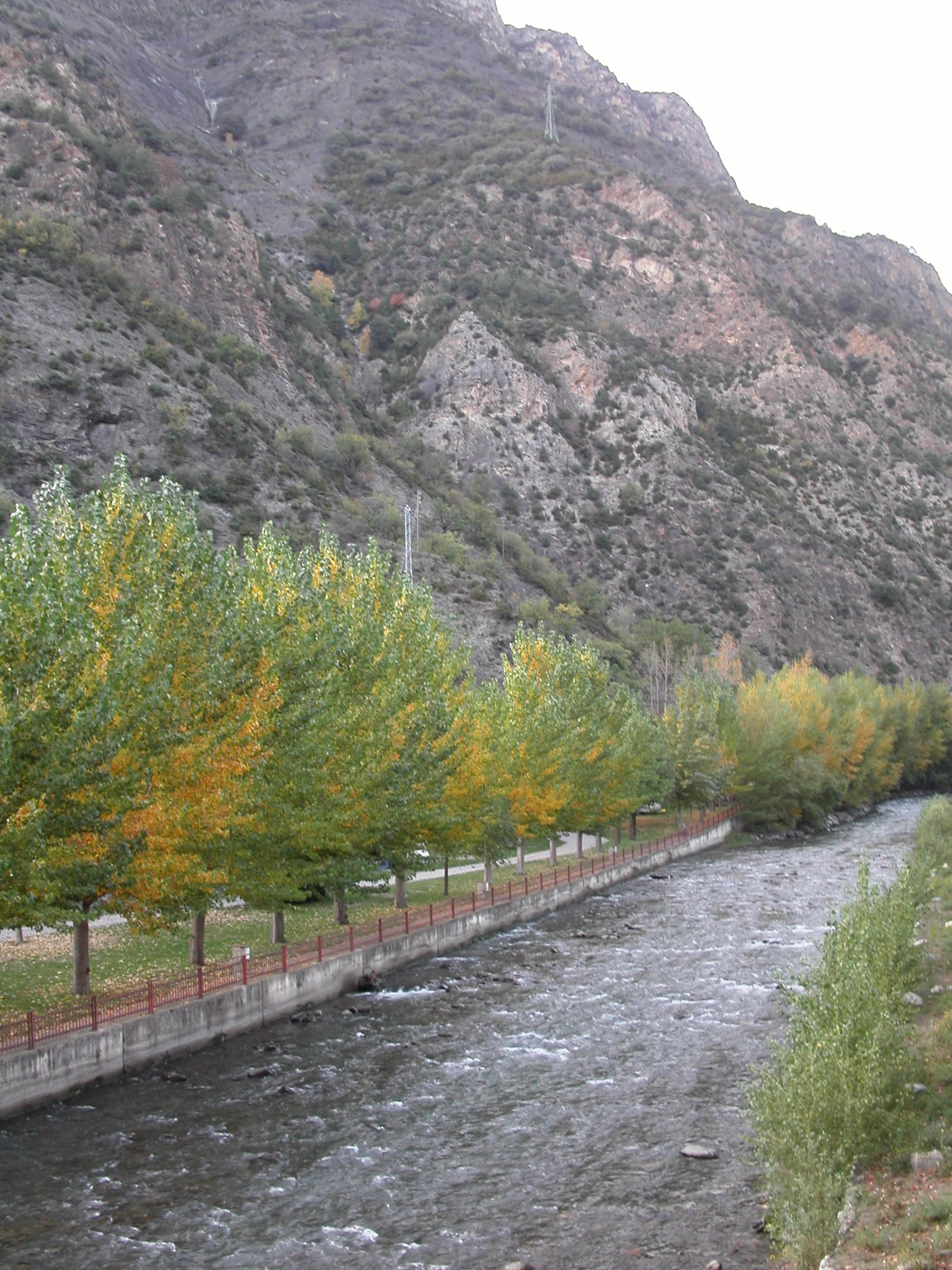
Gran Valira chảy qua Sant Julià de Lòria